# The Vermilion Pencil
The Vermilion Pencil è un film muto del 1922 diretto da Norman Dawn. La sceneggiatura di Alice Catlin e Edwin Warren Guyol si basa su un soggetto di Homer Lea. Il film, prodotto dalla Robertson-Cole Pictures Corporation, aveva come interpreti Sessue Hayakawa, Bessie Love, Ann May, Sidney Franklin, Thomas Jefferson, Misao Seki, Tote Du Crow.

## Trama

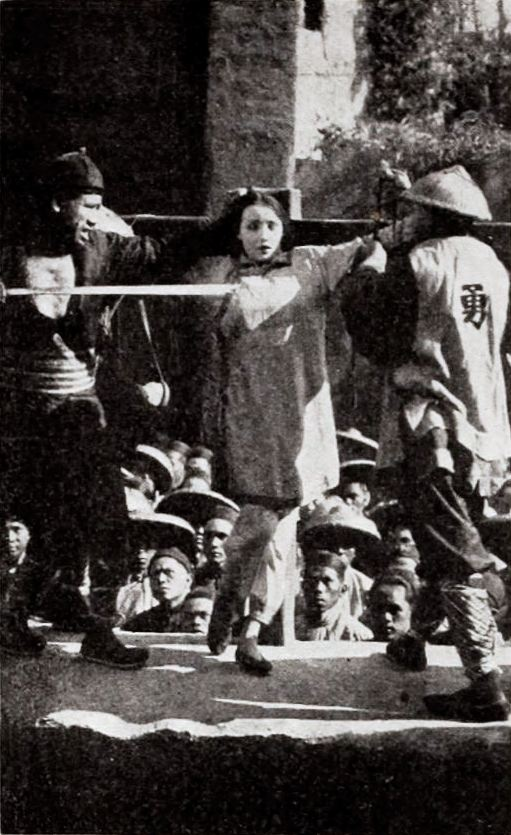
Bessie Love

Tse Chan, viceré cinese, condanna a morte la moglie, accusata di adulterio. Quando scopre che la donna era innocente, ormai è troppo tardi. Decide allora di ritirarsi dal mondo ma, prima di farlo, manda il figlio Li Chan negli Stati Uniti. Sono passati degli anni. Li Chan torna in patria: è diventato un ingegnere di successo e, quando conosce Hyacinth, la figlia di un povero cestaio, se ne innamora. Ma la ragazza viene rapita e Li Chan, convinto di essere stato abbandonato, si dedica all'insegnamento in città. Assunto per dare lezioni private alla nipote di Ho Ling, scopre che la sua allieva non è altri che Hyacinth. I due giovani fuggono insieme, cercando rifugio nelle caverne di un vulcano, il "Drago addormentato". Ma, sopraffatti dai fumi che provengono dall'interno del vulcano, sono costretti ad arrendersi e vengono condannati alla tortura. L'eruzione del vulcano permetterà la loro fuga e i due amanti riescono a lasciare la città, ormai liberi di amarsi.

## Produzione
Il film, prodotto dalla Robertson-Cole Pictures Corporation, venne girato da novembre a dicembre 1921. Exhibitors Trade Review del 14 gennaio 1922 riportava la notizia che Sessue Hayakawa aveva mandato una spedizione in un'isola dei mari del sud per fotografare l'interno di un vulcano attivo le cui immagini sarebbero state in seguito usate per il montaggio del film.

## Distribuzione

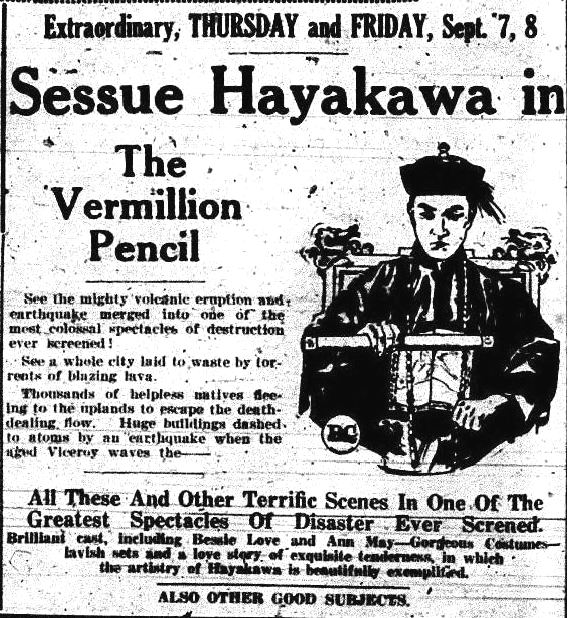
Pubblicità
(St. Louis Argus,
1 settembre 1922)

Il copyright del film, richiesto dalla R-C Pictures, fu registrato il 19 marzo 1922 con il numero LP17664.
Distribuito dalla Robertson-Cole Distributing Corporation, il film uscì nelle sale cinematografiche statunitensi il 19 marzo 1922.
Non si conoscono copie ancora esistenti della pellicola che viene considerata presumibilmente perduta.